# Матяшівка (Польща)
Матяшівка (Матяшувка, пол. Matiaszówka) — село в Польщі, у гміні Тучна Більського повіту Люблінського воєводства. Населення — 154 особи (2011).

## Історія
За даними етнографічної експедиції 1869—1870 років під керівництвом Павла Чубинського, у селі переважно проживали греко-католики, які розмовляли українською мовою.
За німецьким переписом 1940 року, у селі проживало 417 осіб, з них 347 українців, 58 поляків, 10 німців і 2 «русини». У 1943 році в селі мешкало 367 українців та 80 поляків.
У 1947 році в рамках операції «Вісла» із села було виселено 275 українців.
У 1975—1998 роках село належало до Білопідляського воєводства.

## Населення
Демографічна структура станом на 31 березня 2011 року:
|          | Загалом | Допрацездатний вік | Працездатний вік | Постпрацездатний вік |
| -------- | ------- | ------------------ | ---------------- | -------------------- |
| Чоловіки | 65      | 10                 | 47               | 8                    |
| Жінки    | 89      | 9                  | 46               | 34                   |
| Разом    | 154     | 19                 | 93               | 42                   |

## Культура
У 2009 році Матяшівка була одним з місць проведення XVIII фестивалю української культури «Підляська осінь».